# Freedom Cry
Freedom Cry – piąty album studyjny Sizzli, jamajskiego wykonawcy muzyki reggae i dancehall.
Płyta została wydana 9 listopada 1998 roku przez nowojorską wytwórnię VP Records. Produkcją nagrań zajął się Phillip "Fatis" Burrell. W Europie album ukazał się pod tytułem Kalonji; w roku 2002 pod tą nazwą nakładem Jet Star Records ukazała się reedycja albumu.
19 grudnia 1998 roku album osiągnął 9. miejsce w cotygodniowym zestawieniu najlepszych albumów reggae magazynu Billboard (ogółem był notowany na liście przez 9 tygodni).

## Lista utworów
1. "Real"
2. "Jah Blessing" feat. Luciano
3. "Dem Ah Try Ah Ting"
4. "Lovely Morning"
5. "She's Like the Roses"
6. "Saturated"
7. "Love Amongst My Brethren"
8. "Made of"
9. "Freedom Cry"
10. "Long Journey"
11. "Till It Some More"
12. "Rain Shower"
13. "Ancient Memories"

## Twórcy

### Muzycy
- Sizzla – wokal
- Luciano – wokal (gościnnie)
- Winston "Bo-Peep" Bowen – gitara
- Donald "Bassie" Dennis – gitara basowa, instrumenty klawiszowe
- Robbie Shakespeare – gitara basowa
- Michael Fletcher – gitara basowa
- Paul Kastick – perkusja
- Sly Dunbar – perkusja
- Robert Lyn – instrumenty klawiszowe
- Dean Fraser – saksofon
- Connie Limey – chórki
- Althea Hewitt – chórki

### Personel
- Paul Daley – inżynier dźwięku
- Robert Murphy – inżynier dźwięku
- Garfield McDonald – inżynier dźwięku
- Anthony "Soljie" Hamilton – miks
- Steven Stanley – miks
- Geovanni Simpson – mastering